# Владимир Смирнов (мачевалац)
Владимир Смирнов (рус. Владимир Викторович Смирнов; Рубижне, Луганска област, Украјинска Совјетска Социјалистичка Република 20. мај 1954 – 27. јули 1982. Рим) био је совјетски и украјински мачевалац, олимпијски шампион и свјетски шампион. Заслужни мајстор спорта СССР (1980).

## Биографија
Био је један од најбољих свјетских мачевалаца крајем 1970-их и почетком 1980-их. Његова специјалност је била флорет, али је учествовао и на такмичењима у дисциплини мач. Наступао је за Спортски војни клуб из Кијева и имао је чин млађег поручника. Од 1977-1979. био је првак СССР у мачевању.Био је првак и на Спартакијади народа СССР-а 1979.
Смирнов је освојио бронзу на Свјетском првенству у мачевању 1977. у Буенос Ајресу са репрезентацијом СССР у дисциплини флорет, као и на Свјетском првенству у мачевању 1978. у Хамбургу. На Свјетском првенству у мачевању 1979. у Мелбурну са репрезентацијом је освојио злато. На Олимпијским играма 1980. у Москви, Смирнов је био олимпијски шампион у дисциплини флорет, а такође је освојио сребрну медаљу са репрезентацијом из исте дисциплине, као и бронзану медаљу у дисциплини мач, такође са репрезентацијом. Годину дана након тога у Клермон Ферану поново је постао свјетски шампион и то поједниначно и са репрезентацијом. Освојио је и Свјетски куп 1980. и 1981. године.
Током Свјетског првенства у мачевању у Риму 1982. састао се 19. јула, са  Матијасом Бером, мачеваоцем из Њемачке. Приликом борбе Берова оштрица се сломила и пробила Смирнову маску, прошла му кроз његово око и завршила у мозгу. Преминуо је осам дана касније у болници у Риму. Иза њега је остала супруга и двоје дјеце. Околности његове смрти резултовале су строжијим стандардима ФИЕ у погледу заштите мачевалаца. Сахрањен је у Кијеву на Војном гробљу Лукјанов.
У Луганску се сваке године одржава Меморијални свеукрајински турнир Владимир Смирнов. У његовом родном граду одлуком градског вијећа 16. септмбра 1988. једна улица је понијела његово име. У истој улици подигнут је и споменик у његову част..